# 距离模数
距離模數（英語：Distance modulus）是天文學上用于表示距離的一种方法。

## 定義
距離模數{\displaystyle \mu =m-M}是一個天體的視星等 {\displaystyle m}和絕對星等 {\displaystyle M}的差異，它是由天體光度觀測所測得通量的定義經由對數關係推導出來的：
{\displaystyle m_{1}-m_{2}=-2.5\log _{10}(F_{1}/F_{2})}
觀測到的光源亮度與距離的關係是平方反比定律 － 光源的距離加倍，則光度減為四分之一。對單一物體或兩個光度相同的物體，{\displaystyle (F_{1}/F_{2})}可以用{\displaystyle (d_{2}/d_{1})^{2}}取代，因此：
{\displaystyle F_{1}/F_{2}=\left({\frac {L}{4{\pi }d_{1}^{2}}}\right)\left({\frac {4{\pi }d_{2}^{2}}{L}}\right)}
絕對星等的定義是一個天體在10秒差距距離上的視星等，所以光度方程式可以寫成：
{\displaystyle m-M=5\log _{10}(d/10pc)}
重新排列對數的關係成為
{\displaystyle m-M=-5+5\log _{10}d}
然後，給予距離模數{\displaystyle \mu =m-M}，給出的距離單位是秒差距
{\displaystyle d=10^{0.2(m-M+5)}=10^{0.2\mu +1}}
距離上不確定的值（δd）可以從不確定的距離模數（δμ）使用下式計算得到
{\displaystyle \delta d=0.2\ln(10)10^{0.2\mu +1}\delta \mu =0.461d\ \delta \mu }
此處是應用標準誤差分析。

## 不同種類的距離模數
視星等和絕對星等之間的差異不是決定距離的唯一方法，吸收光譜是另一個重要的因素，在一些特例上甚至還佔有優勢（例如，在銀河中心的方向上）。 
由於距離模數不能改正星際吸收（如果天真的直接使用，會造成距離的高估），所以需要使用吸收改正模數。
第一項稱為視距離模數，表示法為{\displaystyle {(m-M)}_{v}}，第二項稱為真距離模數，表示法為{\displaystyle {(m-M)}_{0}}。
視距離模數是通過計算觀測的視星等和一些理論上估計的絕對星等差異。真距離模數需要進一步的理論步驟，需要估計出星際吸收係數。

## 用法
距離模數最常用於表示宇宙中鄰近星系的距離，例如大麥哲倫雲的距離模數是18.5，仙女座星系的距離模數是24.4，和在室女座星系團的星系NGC 4548擁有的距離模數是31.0 。在大麥哲倫雲的例子中，這意味著超新星SN 1987A的視星等峰值為2.8，得到的絕對星等是-15.7，這低於超新星的標準光度。
距離模數也是許多觀測者首選的距離表達方式，由於距離增加的實際影響是使天體的光度更為暗淡，例如，位於室女座星系團的星系內類似太陽的恆星（M=5）視星等是36，可以自己在腦中快速的完成計算。因為天體的視星等可以透過望遠鏡精確的測量，這种作法旨在突顯出一個事實：天文學上許多關於距離的研究，都是在研究真實距離已經確定的天體的絕對星等所推斷或推導出來的。

## 延伸阅读
- Zeilik, Gregory and Smith, Introductory Astronomy and Astrophysics (1992, Thomson Learning)